# Beata Rank-Minzer
Beata Rank-Minzer (geboren als Beata Minzer, 16. Februar 1886 in Neu Sandez, Österreich-Ungarn; gestorben 11. April 1961 in Boston) war eine österreichisch-US-amerikanische Psychoanalytikerin.

## Leben
Beata Minzer hatte ausschließlich innerhalb der Familie den Spitznamen Tola. Sie begann an der Universität Krakau ein Studium der Psychologie, ohne es jedoch abzuschließen. Sie heiratete Mitte 1918 den österreichischen Psychoanalytiker Otto Rank, der im Ersten Weltkrieg in Krakau stationiert war, ihre Tochter Helene wurde im August 1919 geboren. Sie zogen nach Wien, sie arbeitete dort als Sekretärin für Sigmund Freud und stenografierte für ihn Beiträge für die Zeitschrift Imago. 1923 übersetzte sie Freuds Aufsatz Über Träume ins Polnische. Sie nahm an Anna Freuds kinderanalytischem Seminar teil und machte eine Analyse bei Mira Oberholzer-Gincburg in der Schweiz. 1923 wurde sie mit einem Vortrag über die „Rolle der Frau in der Gesellschaft“ in die Wiener Psychoanalytische Vereinigung aufgenommen.
Nach dem definitiven Bruch zwischen Otto Rank und Sigmund Freud zogen sie 1926 nach Paris, wo sie als Kinderanalytikerin arbeitete. 1934 wurde die Ehe geschieden. Beata Rank ging 1936 mit der Tochter nach Boston in die USA. Sie traf dort auf Helene Deutsch und Felix Deutsch. Rank wurde Mitglied, Lehranalytikerin und Vorsitzende des Educational Committee der Boston Psychoanalytic Society und gründete gemeinsam mit Marian Putnam das Children’s Center in Roxbury zur Behandlung „atypischer“ Klein- und Vorschulkinder. Sie war außerdem Co-Direktorin des Judge Baker Guidance Center in Boston. Sie lehrte als Honorarprofessorin für Psychiatrie an der Boston University School of Medicine.

## Schriften (Auswahl)
- Sigmund Freud: O marzeniu sennem (Über den Traum). Übersetzung Beata Rank. Leipzig : Internat. Psychoanalytischer Verlag, 1923
- Zur Rolle der Frau in der Entwicklung der menschlichen Gesellschaft, in: Imago, Vol. 10 (1924), S. 278–295
- Where child analysis stands today, in: American Imago, Vol. 3, No. 3 (1942). S. 41–60
- Beata Rank: Jerry Haskins, in: Helen Leland Witmer (Hrsg.): Psychiatric interviews with children. New York: Commonwealth Fund, 1948, S. 136–156
- mit Marion C. Putnam, G. Rochlin: The Significance of „Emotional Climate“ in Early Feeding Difficulties, in: Psychosomatic Medicine, Vol. 10, No. 5 (1948), S. 279–283
- Adaptation of the psychoanalytic technique for the treatment of young children with atypical development, in: American Journal of Orthopsychiatry, Vol. 19 (1949), S. 130–139
- Aggression, in: Phyllis Greenacre u. a. (Hrsg.): The psychoanalytic study of the child, Vol. 3–4 (1949), S. 43–48
- Intensive study and treatment of pre-school children who show marked personality deviations, or atypical development and their parents, in: G. Caplan (Hrsg.): Emotional problems of early childhood. Proceedings of the International Institute of Child Psychiatry, New York: Basic, S. 491–501